# Musa itinerans
Musa itinerans (банан бірманський блакитний, банан юньнанський) — вид квіткових рослин родини бананові (Musaceae).

## Поширення
Поширений в Китаї, Індії, В'єтнамі, Таїланді і Лаосі.

## Опис
Рідкісний і дуже красивий вид банана, з синіми або фіолетовими декоративними плодами. Досягає 2,5–4 метрів у висоту. Стовбур витончений, фіолетово-зелений, з білим напиленням. Листя яскраво-зелена.

## Використання
Вирощується в тропічних і субтропічних областях як декоративно-листяна культура, оскільки плоди несмачні і не мають харчової цінності. Однак незрілі плоди часто використовують в тайській кухні. Він є важливим компонентом їжі азійських слонів.